# Bulbophyllum scaphosepalum
Bulbophyllum scaphosepalum är en orkidéart som beskrevs av Henry Nicholas Ridley. Bulbophyllum scaphosepalum ingår i släktet Bulbophyllum och familjen orkidéer. Inga underarter finns listade i Catalogue of Life.